# Aisy cendré
Aisy Cendré es un queso francés del departamento Côte-d'Or (región de Borgoña). Su nombre proviene de Aisy-sous-Thil, una ciudad cercana. Es de reciente creación, por una empresa fundada en 1954 en Époisses, Borgoña.

## Elaboración
Se elabora con leche cruda de vaca. La afinación lleva dos semanas, frotándose la corteza. Se envuelve entonces en ceniza de madera, lo que le da un color grisáceo. Se cubre un epoisses joven con ceniza de roble durante al menos un mes. De esta manera se reduce el movimiento de oxígeno dentro y fuera del queso, creando una textura y un gusto diferentes. Madura muy lentamente. La producción de aisy cendré fue de siete toneladas en 1991. Al ser elaborado en Époisses, goza de la reputación de las técnicas de fabricación de la ciudad, aunque su preparación es muy diferente a la de otros quesos del lugar.

## Características
Es un queso de forma redondeada, con un 50 % de materia grasa. Tiene un peso medio de 230 gramos, con un diámetro de 110 mm y una altura de 35 mm. Corteza lavada, cubierta por una gruesa capa de ceniza. Tiene una textura semisuave. El queso tiene un centro blanco, salado, calcáreo, rodeado por una capa exterior más suave, con sabor más a tierra; toques a nuez y avellana. Tiene un aroma ligeramente ahumado. Necesita adaptarse a la temperatura ambiente de forma lenta, al menos una hora. Debe quitarse la capa de ceniza antes de servirlo. Le va el pan rústico. Marida con vino blanco de Borgoña, como un Hautes-Côtes-de-Nuits.
- Datos: Q2513291
- Multimedia: Aisy Cendré / Q2513291